# Clarence Walton Lillehei
Clarence Walton Lillehei (także: C. Walton Lillehei; ur. 23 października 1918 w Minneapolis, zm. 5 lipca 1999 w Saint Paul) – amerykański chirurg, pionier kardiochirurgii. W latach 50. XX wieku wykonywał pierwsze na świecie operacje na otwartym sercu ("ojciec chirurgii na otwartym sercu") i jest uważany za współtwórcę kardiochirurgii i chirurgii klatki piersiowej. Za zasługi dla rozwoju medycyny otrzymał w 1955 Nagrodę im. Alberta Laskera w dziedzinie klinicznych badań medycznych.

## Życiorys
Clarence Walton Lillehei urodził się w 1918 w Minneapolis i studiował medycynę na Uniwersytecie Minnesoty, który ukończył w 1942. Następnie został powołany do służby wojskowej i wysłany do Włoch, gdzie pracował w szpitalu polowym w Anzio. Po zakończeniu  II wojny światowej powrócił na Uniwersytet Minnesoty, gdzie od 1949 był docentem chirurgii, a następnie do 1967 profesorem chirurgii i poświęcił się rozwojowi kardiochirurgii. 2 września 1950 brał udział w pierwszej na świecie operacji na otwartym sercu w hipotermii i kontynuował je na początku lat 50. XX w. Ta technika była niewystarczająca dla leczenia skomplikowanych wad serca i poszukiwał innych metod pozwalających na operacyjne leczenie skomplikowanych wad serca.
26 marca 1954 Lillehei zamknął ubytek międzykomorowy w sercu u chłopca w tzw. krążeniu skrzyżowanym (Cross circulation). Technika polegała na podawaniu krwi chłopca do krwiobiegu ojca przez żyłę udową i ulegała utlenowaniu po przejściu przez krążenie płucne ojca i ponownie przez tętnicę szyjną wspólną wracała do chłopca. Dzięki tej technice było możliwe leczenie wad serca bez użycia hipotermii i sztucznego płuco-serca.
W następnych 15 miesiącach z użyciem tej techniki operował Lillehei 45 chorych, najczęściej poniżej drugiego roku życia, z których przeżyło 32. Wśród nich był przypadek pierwszego skutecznego leczenia operacyjnego wspólnego kanału przedsionkowo-komorowego i tetralogii Fallota. Mimo że operacje z użyciem techniki skrzyżowanego krążenia nie upowszechniły się (z powodu ryzyka dla „dawcy” krążenia i przede wszystkim z powodu upowszechnienia sztucznego płuco-serca), Lillehei otrzymał wraz z trzema kolegami z zespołu (Herbert E. Warden, Morley Cohen, Richard L. Varco) za pionierskie operacje Nagrodę im. Alberta Laskera w dziedzinie klinicznych badań medycznych, uważaną za najwyższe amerykańskie wyróżnienie za osiągnięcia naukowe w medycynie.
Lillehei był nie tylko pionierem chirurgii na otwartym sercu, ale także w elektrostymulacji serca i technologii budowy sztucznych zastawek serca. W 1957 Lillehei i Earl Bakken (technik elektryk w szpitalu, a później współzałożyciel firmy Medtronic) wprowadzili pierwszy tranzystorowy, nadający się do noszenia, stały rozrusznik serca. W celu przesyłania impulsu elektrycznego ze sztucznego rozrusznika serca do mięśnia serca jako pierwszy zastosował elektrody nasierdziowe w celu stałej elektrostymulacji serca.
Do dalszych jego znaczących osiągnięć należy udział w wynalezieniu i wszczepieniu sztucznych rozruszników serca oraz pierwszych sztucznych zastawek serca. W wieku 55 lat z powodu pogarszającego się wzroku, spowodowanego wcześniejszymi naświetlaniami zrezygnował z czynnego uprawiania chirurgii i poświęcił się pracy dydaktycznej. Do chirurgów, w których kształceniu miał udział, zalicza się: południowoafrykański chirurg Christiaan Barnard, który w grudniu 1967 jako pierwszy w świecie przeszczepił ludzkie serce i amerykański Norman Shumway, który tę operację parę tygodni później wykonał w USA, a od lat pięćdziesiątych pracował nad techniką przeszczepu serca. Lillehei zmarł w 1999 w wieku 80 lat z powodu raka prostaty.